# Rio Roosevelt

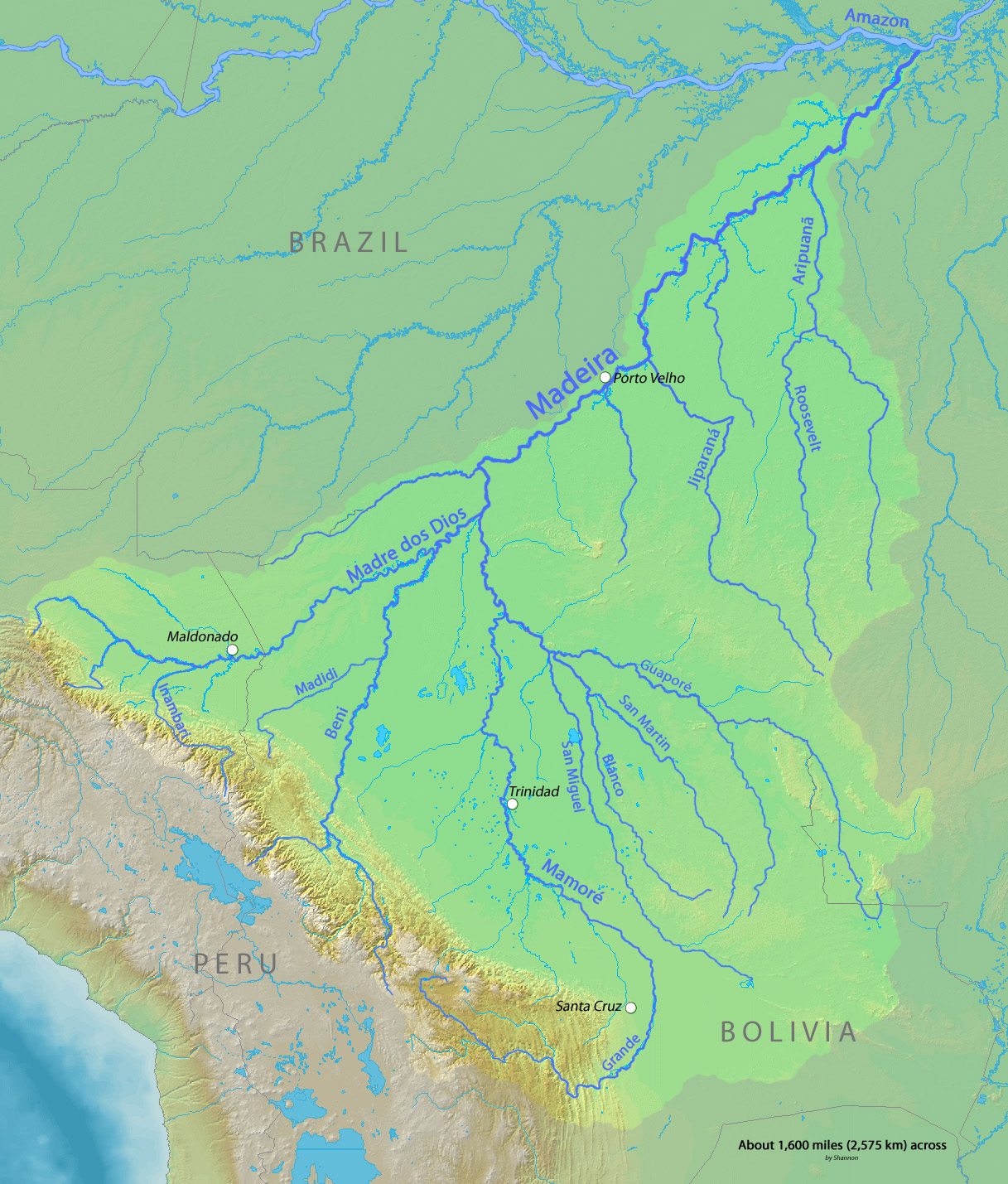
Bassin du rio Madeira, le rio Roosevelt est au centre-droit

Le rio Roosevelt (parfois appelé rio Teodoro, anciennement rio da Dúvida) est un cours d'eau du Brésil. Sa source se trouve dans l'État de Rondônia, il traverse le Mato Grosso, et il se jette après environ 760 km dans le rio Aripuanã, dans l'État d'Amazonas. L'Aripuanã est un affluent du rio Madeira, qui se jette lui-même dans l'Amazone.

## Exploration

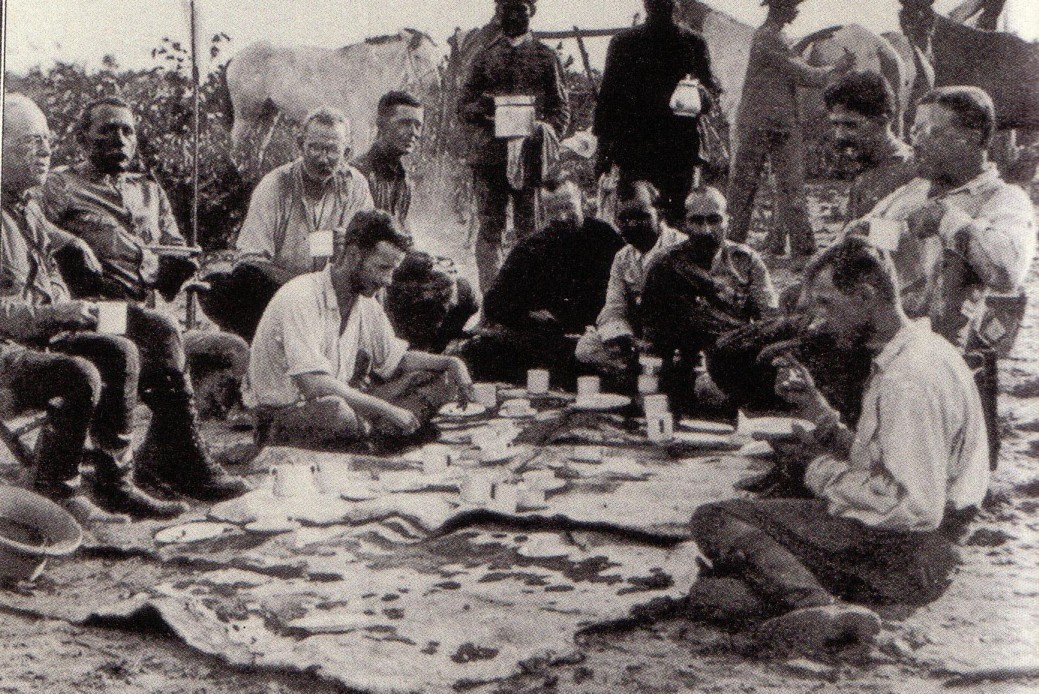
Membres de l'expédition scientifique Roosevelt-Rondon

La rivière est découverte par l'ingénieur militaire et explorateur Cândido Rondon en 1909, qui la baptise rio da Dúvida (« rivière du doute »), mais son expédition ne fait que noter son emplacement, sans la suivre.
La première exploration a lieu lors de l'expédition scientifique Roosevelt-Rondon menée par Rondon et l'ancien président américain Theodore Roosevelt en 1913-1914. Rondon rebaptise la rivière en l'honneur de Roosevelt durant l'expédition. L'expédition cherchait à déterminer le cours de la rivière, et par quel chemin elle se jetait dans l'Amazone.
Roosevelt, passionné de nature et d'aventure, avait prévu de voyager dans la forêt amazonienne après sa défaite électorale de 1912, et Rondon lui avait suggéré de suivre une rivière inexplorée au lieu de reprendre un itinéraire déjà connu. L'expédition Roosevelt-Rondon est la première à descendre un des affluents les plus sauvages et inhospitaliers de l'Amazone. Plusieurs sections du rio Roosevelt comportent des rapides et des chutes d'eau infranchissables, qui causent des problèmes considérables à l'expédition.
Après son retour, Roosevelt écrit Through the Brazilian Wilderness, et fait face à plusieurs détracteurs qui doutent de la véracité de son expédition. Il met fin à leurs critiques lors d'une conférence à Washington, organisée par la National Geographic Society.
En 1927, l'explorateur britannique George Miller Dyott mène une seconde expédition le long de la rivière, qui confirme les découvertes de Roosevelt et Rondon.